# Illorsuit (ö)
Illorsuit (danska: Ubekendt Ejland) är en ö i Uummannaq på Grönland. Dess yta är 468 km2. Den hade 99 invånare år 2005.